# Sant Joan Baptista (El Greco)
San Joan Baptista és el tema de dues pintures autògrafes d'El Greco, catalogades per Harold Wethey amb els números 250 i 251 al seu catàleg raonat d'obres d'aquest pintor. L'inventari-I realitzat per Jorge Manuel Theotocópuli després de la mort del seu pare, cita un Juan Bautista de mig cos.

## Temática de la obra
El Greco representa a Joan Baptista a una edat d'uns 30 anys, evocant l'Evangeli segons Lluc, (1:76,77) : "Tu seràs anomenat Profeta de l'Altíssim; perquè aniràs davant de Déu preparant els seus camins". L'anyell pintat a la dreta del quadre representa l'Agnus Dei, de qui Joan Baptista n'és el precursor.

## Anàlisi de l'obra

### Versió delDe Young MuseumaSan Francisco
Oli sobre llenç; 111,1 x 66 cm.; Signat amb grans lletres cursives gregues, a la roca de la dreta.
Es distingeix per la roca de la part inferior dreta, on reposa l'anyell. La qualitat de la pinzellada i del color converteixen aquesta obra en la més esplèndida de totes aquelles en les quals El Greco va representar Joan Baptista. Els tints nacrats de la carn posseeixen una qualitat que només es troba en les obres pintades directament pel mestre. La figura allargada de Sant Joan, vestida amb una pell fosca, destaca sobre l'intens cel blau, amb els característics núvols blancs que formen una mena d'aurèola al voltant del cap i del tors de Sant Joan.
Referent al paisatge, Josep Gudiol i Ricart remarca la presencia del Monestir d'El Escorial, així com les suaus gradacions matitzades fins a les muntanyes del fons, amb alternàncies de llums i ombres, grups d'arbres i zones de penombra, tot això d'una manera realista i a mateix temps transfigurada.

#### Procedència
- Carmelites descalces; Malagón; Província de Ciudad Real, fins 1929
- Féliz Schlayer, Madrid.
- Rudolph Heinemann, Lugano.
- Adquirit pel M.H. de Young Memorial Museum de San Francisco, l'any 1946[4]

### Versió delMuseu de Belles Arts de València
Oli sobre llenç; 105 x 64 cm.; Signat a la roca ovalada, a la part inferior esquerra, amb lletres cursives gregues de color marró.
La figura d'aquest llenç és idéntica a la del quadre anterior, però al paisatge hom hi va introduir canvis, i és més sec i de menor riqueza cromática. Tanmateix, l'anyell que reposa dormint sobre una roca, resulta força reeixit. Nogensmenys, la mediocre realització general revela l'àmplia col·laboració d'un deixeble.

#### Procedència
- Comtessa de Ripalda, Valencia.

## Còpies
Harold E. Wethey menciona tres còpies d'aquesta temática, però són de dubtosa qualitat.